# 阿部芙蓉美
阿部 芙蓉美（あべ ふゆみ、1983年2月20日 - ）は、日本のシンガーソングライター・歌手。北海道稚内市出身。身長170cm。

## 概要

### 略歴
2001年、単身上京し、音楽の専門学校へ入学。2003年に学校の講義で作曲家として活動する谷本新と出会い、デモテープの制作を開始する。
2004年8月、東京都内のライブハウスやストリートライブで活動を開始。2005年4月、新宿駅西口へストリートライブの場所を移し、アコースティックギター弾き語りの演奏スタイルを始める。当時自主制作で販売していた6曲入CDは、11月末までに1,000枚を手売りで完売する。
2007年3月、ミニアルバム『ミニアルバム』で3rd Stone RecordsからCDデビュー。6月、シングル「群青」でFOR LIFE MUSIC ENTERTAINMENTよりメジャーデビュー。
2008年、楽曲「開け放つ窓 〜piano version」がハウスメイト企業CMソングに起用され、注目を集める。3月に3枚目のシングル「開け放つ窓/なみだは乾かない」、4月に初のフルアルバム『ブルーズ』をそれぞれ発表。8月にはフジテレビ系音楽番組『僕らの音楽』の未公開総集編においてテレビ番組初出演し、「trip -うちへかえろ-」のスタジオライブを披露。
2009年、コンセプトミニアルバム『Birthday』を発表。2010年8月発表の5枚目のシングル「空に舞う」のPVでは、ウクライナのサンドアーティスト（砂絵画家）であるクセニア・シモノヴァとのコラボレーションにより、砂絵パフォーマンスを取り入れて制作された。
2011年、デビュー5年目を迎え、8月にメジャー2枚目のミニアルバム『町』を発表。
2013年4月3日、3rdフルアルバム『HOW TO LIVE』を発売。
2024年3月13日、前作『HOW TO LIVE』以来11年ぶりとなるフルアルバム『Super Legend』を発売。

### 音楽性
幼い頃から身近に流れている音楽に触れたのが音楽に興味を持ったきっかけ。
サラ・マクラクランやコールドプレイ、ルーファス・ウェインライトなどを好きなアーティストとして挙げている。
ウィスパーボイスの歌声が特徴。もともと声量が小さく腹式発声が苦手なため、谷本のアドバイスによって現在の歌い方を確立させた。楽曲は、全ての曲において自ら作詞を行っている。シンガーソングライターとして作曲も行っているが、谷本と共同での作曲もしくは谷本からの楽曲提供の場合が多い。また、2008年にはCMソングとして「moon river」で初めてカバー曲を発表した。「群青」や「trip -うちへかえろ-」など、楽曲によってはPVにおいて自らアコースティックギターを弾きながら歌うこともある。
音楽性について以下のような評価がある。映像作家の牧鉄馬は『黄桜』のCMソングのスキャットに阿部を起用して以降は自らがPVの監督を手掛けており、また広告クリエイター集団である「風とバラッド」に在籍するコピーライターの箭内道彦やシングル「青春と路地」の制作にも携わった中村聖子らにも評価を得ている。広告業界以外にも、作家の石田衣良は阿部の歌声を「多くの人の心を結ぶ、細いけれど強くしなやかな懸け橋のよう」とコメントしており、アルバム『ブルーズ』発売時には女優の永作博美も「美しいアルバム」とコメントを寄せている。阿部自身が作品を愛読している漫画家のジョージ朝倉からは、ウェブサイトでの対談企画を通してアルバム『ブルーズ』の評価を受けた。2009年には『GINZA』誌上にモデルとして抜擢され、掲載されている。

## ディスコグラフィー

### シングル
|          | タイトル                                          | 発売日                   | 規格品番  | 順位  |
| -------- | ------------------------------------------------- | ------------------------ | --------- | ----- |
| 配信限定 | あたためてやるよ                                  | 2006年3月22日            |           |       |
| 1st      | 群青                                              | 2007年6月20日            | FLCF-7136 | -     |
| 2nd      | 青春と路地                                        | 2007年11月7日            | FLCF-7141 | -     |
| 3rd      | 開け放つ窓/なみだは乾かない                       | 2008年3月5日             | FLCF-7151 | 122位 |
| 4th      | ワン ナイト トリップ EP                           | 2008年9月10日            | FLCF-4252 | 185位 |
| 配信限定 | 私たちの望むものは（岡林信康のカバー）            | 2009年4月28日            |           |       |
| 配信限定 | tell me（you make me feel better）[japanese ver.] | 2010年8月11日            |           |       |
| 5th      | 空に舞う                                          | 2010年8月25日            | FLCF-4344 | 196位 |
| 会場限定 | 世界                                              | 2010年12月17日・12月18日 |           |       |
| 配信限定 | 町（ドラマバージョン）                            | 2011年8月10日            |           |       |
| 6th      | Heart of Gold/ごみ溜めのバラード                  | 2018年11月17日           | ALPC-0002 | -     |
| 配信限定 | 鳥                                                | 2019年12月18日           |           |       |
| 配信限定 | 凪                                                | 2020年8月26日            |           |       |
| 配信限定 | Soda                                              | 2021年6月9日             |           |       |
| 配信限定 | Neverland                                         | 2023年2月22日            |           |       |
| 配信限定 | Some True Love                                    | 2024年2月14日            |           |       |

### アルバム
|                  | タイトル     | 発売日         | 規格品番                                        | 収録曲 | 順位  | 備考                                             |
| ---------------- | ------------ | -------------- | ----------------------------------------------- | --- | ----- | ------------------------------------------------ |
| インディーズミニ | ミニアルバム | 2007年3月7日   | JHCA-1006                                       | 1. dance【作詞:阿部芙蓉美/作曲:阿部芙蓉美,谷本新/編曲:谷本新】 2. あたためてやるよ【作詞作曲:阿部芙蓉美/編曲:谷本新】 3. backyard.【作詞:阿部芙蓉美/作曲:阿部芙蓉美,谷本新/編曲:谷本新】 4. トランスパランス【作詞作曲:阿部芙蓉美/編曲:谷本新】 5. 揺れ【作詞:阿部芙蓉美/作曲:阿部芙蓉美,谷本新/編曲:谷本新】 | -     |                                                  |
| 1stフル          | ブルーズ     | 2008年4月30日  | FLCF-4232（期間限定生産盤） FLCF-4233（通常盤） | CD 1. ドライフラワー【作詞作曲:阿部芙蓉美/編曲:谷本新,門脇大輔】 2. on saturday【作詞:阿部芙蓉美/作曲:谷本新/編曲:島田昌典,谷本新】 3. 群青 〜album mix【作詞:阿部芙蓉美/作曲:阿部芙蓉美,谷本新/編曲:島田昌典,谷本新】 4. 太陽 (the swelling sun)【作詞:阿部芙蓉美/作曲:阿部芙蓉美,谷本新/編曲:谷本新,門脇大輔】 5. 開け放つ窓 〜piano version【作詞作曲:阿部芙蓉美/編曲:谷本新,門脇大輔】 6. trip -うちへかえろ-【作詞:阿部芙蓉美/作曲:谷本新/編曲:谷本新,島田昌典】 7. さみしいときはどうしている【作詞:阿部芙蓉美/作曲:阿部芙蓉美,谷本新/編曲:谷本新,石塚知生】 8. なみだは乾かない【作詞:阿部芙蓉美/作曲:谷本新/編曲:島田昌典,谷本新】 9. 青春と路地【作詞:阿部芙蓉美/作曲:阿部芙蓉美,谷本新/編曲:島田昌典,谷本新】 10. ぼくら平凡【作詞:阿部芙蓉美/作曲:谷本新/編曲:島田昌典,谷本新】 11. chill【作詞:阿部芙蓉美/作曲:阿部芙蓉美,谷本新/編曲:谷本新】 12. planetary【作曲編曲:谷本新】 期間限定生産盤DVD 1. 開け放つ窓 〜piano version 2. 青春と路地 3. みんなのブルーズ | 146位 |                                                  |
| 1stミニ          | Birthday     | 2009年12月23日 | FLCF-4314                                       | 1. Birthday【作詞:阿部芙蓉美/作曲編曲:谷本新】 2. いっそ セレナーデ【作詞作曲:井上陽水/編曲:谷本新】 3. 止まり木に愛を【作詞:阿部芙蓉美/作曲編曲:谷本新】 4. 声と涙【作詞作曲:阿部芙蓉美/編曲:谷本新】 5. SEXY【作詞作曲:下田逸郎/編曲:谷本新】 | -     |                                                  |
| 2ndミニ          | 町           | 2011年8月24日  | FLCF-4401                                       | 1. 町【作詞:阿部芙蓉美/作曲編曲:大友良英】 2. Birthday【作詞:阿部芙蓉美/作曲編曲:谷本新】 3. 空に舞う【作詞:阿部芙蓉美/作曲:谷本新/編曲:河野圭】 4. その街のこども【作詞:阿部芙蓉美/作曲:大友良英/編曲:大友良英,江藤直子】 5. 私たちの望むものは【作詞作曲:岡林信康/編曲:大友良英】 6. 世界【作詞作曲編曲:阿部芙蓉美】 7. ララバイ【作詞:阿部芙蓉美/作曲編曲:谷本新】 | 212位 |                                                  |
| 2ndフル          | 沈黙の恋人   | 2012年3月7日   | JHCA-1008                                       | 1. highway, highway【作詞作曲:阿部芙蓉美/編曲:阿部芙蓉美,河野圭】 2. 君とあの海【作詞:阿部芙蓉美/作曲:阿部芙蓉美,谷本新/編曲:阿部芙蓉美,河野圭】 3. エイトビート・サッドソング【作詞:阿部芙蓉美/作曲編曲:阿部芙蓉美,河野圭】 4. いつかまた微笑みあえる日が来るまで【作詞作曲:阿部芙蓉美/編曲:阿部芙蓉美,河野圭】 5. cinema【作詞作曲:阿部芙蓉美/編曲:阿部芙蓉美,河野圭】 6. 清い正しい美しい【作詞作曲:阿部芙蓉美/編曲:阿部芙蓉美,河野圭】 7. 更地【作詞作曲:阿部芙蓉美/編曲:阿部芙蓉美,河野圭】 8. 沈黙の恋人【作詞作曲:阿部芙蓉美/編曲:阿部芙蓉美,河野圭】 9. 希望のうた【作詞作曲:阿部芙蓉美/編曲:阿部芙蓉美,河野圭】 | 266位 |                                                  |
| 3rdフル          | HOW TO LIVE  | 2013年4月3日   | JHCA-1014                                       | 1. 革命前夜 2. poets 3. live in glory 4. アンアン 5. 広い世界を見な、寝るのはまだ早いさ 6. 8月 7. i love rock and roll 8. daddy 9. 生き方 | 159位 |                                                  |
| 3rdミニ          | ABEFUYUMI EP | 2014年8月20日  | JHCA-1020                                       | 1. So much water【作詞作曲:阿部芙蓉美】 2. A thousand days of love【作詞作曲:阿部芙蓉美】 3. Great dane【作詞作曲:阿部芙蓉美】 4. Summer dance【作詞:阿部芙蓉美/作曲:Shigekuni】 5. Emotion【作詞作曲:阿部芙蓉美】 | 150位 |                                                  |
| 4thフル          | Super Legend | 2024年3月13日  | ALPC-0003                                       | 1. Some True Love 2. シュッ 3. Super Legend 4. ごみ溜めのバラード（Band） 5. 凪 6. Fountain 7. オーガンジー 8. Neverland 9. 鳥 |       | 配信とCDで発売。CDはオフィシャルECサイトで販売。 |

### 参加作品
- 大友良英『大友良英サウンドトラックス Vol.0』（2010年6月12日）
- 「「その街のこども」 -エンディングテーマ-」「私たちの望むものは」収録
- 大友良英『『胡桃の部屋』大友良英サウンドトラックス Vol.1』（2011年8月20日）
  - 「町」「胡桃の部屋 A」「桃子のワルツ -ヴォーカル・バージョン-」「町 -アルタナティブ・バージョン-」収録
- レキシ『レシキ』（2014年6月4日）レキシネーム「阿部sorry大臣ちゃん」名義
  - 「アケチノキモチ」
- 森山直太朗 アルバム『嗚呼』「とは。」コーラス参加（2016年6月1日）
- 赤い靴 アルバム『AKAIKUTSU』 作詞参加（2016年6月15日）
- 戸渡陽太 アルバム『I wanna be 戸渡陽太』「グッデイ」プロデュース（2016年6月15日）
- ハナレグミ アルバム『SHINJITERU』（2017年10月25日）
- TK from 凛として時雨 アルバム『egomaniac feedback』「Super bloom （with 阿部芙蓉美）」（2021年10月13日）
- 赤い靴 アルバム『OPEN THE DOOR』作詞参加「星に願いをかけるように」（2021年12月8日）

### タイアップ
| 曲名                       | タイアップ                                                                             |
| -------------------------- | -------------------------------------------------------------------------------------- |
| planetary                  | 黄桜「小林繁・江川卓対談篇」CMソング                                                   |
| 開け放つ窓 〜piano version | ハウスメイト企業CMソング                                                               |
| moon river                 | NEXCO中日本企業CMソング                                                                |
| journey (english version)  | うごく!プロジェクト『うごく!岐阜<生>』キャンペーンウェブサイト使用曲                   |
| trip -うちへかえろ-        | ヘキサゴン・ピクチャーズ配給フランス映画『ベティの小さな秘密』日本公開版イメージソング |
| trip -うちへかえろ-        | TBS系『CDTV』2008年9月度エンディングテーマ                                             |
| lullaby                    | 興和『新キャベジンコーワS』CMソング                                                    |
| Birthday                   | 花王『アジエンス』「輝き続けるために」篇CMソング                                       |
| その街のこども             | NHK総合阪神・淡路大震災15年特集ドラマ『その街のこども』主題歌                          |
| 私たちの望むものは         | リトルモア配給映画『ケンタとジュンとカヨちゃんの国』エンディングテーマ                 |
| 空に舞う                   | 北海道テレビ放送『夢チカ18』2010年9月度エンディングテーマ                              |
| 空に舞う                   | ABCテレビ『スタンダップ』2010年9月度エンディングテーマ                                 |
| 空に舞う                   | ABCテレビ『MUSIC FILE』2010年9月度エンディングテーマ                                   |
| 町                         | NHK総合ドラマ10『向田邦子ドラマ・胡桃の部屋』エンディングテーマ                        |

### CM音楽
- 黄桜「小林繁・江川卓対談篇」（2007年）
- ハウスメイト（2008年）
- NEXCO中日本（2008年 - ）
- 興和『新キャベジンコーワS』（2009年 - ）
- 花王『アジエンス』「輝き続けるために」篇（2009年）
- 小田急電鉄『小田急ロマンスカー』（2010年 - ）
- 佐川急便「ビジネスに染まる篇」[注釈 3]（2010年 - ）
- 江崎グリコ「SUNAO」（2019年 - ）
- 第一生命 幸せの道「行ってきます」篇（2020年 - ）
- BEAMS「会いたい。」ムービー（Dear friends. 〜 わたしの世界 篇）（2020年）
- パナソニック空質空調社「空気から、未来を変える」歌唱担当（2022年）

### ナレーション
- フジテレビ系『NONFIX』
  - 「原発アイドル」（2012年）
  - 「僕たち女の子」（2013年）
- パズル&ドラゴンズTVCM「晴れ、ときどきパズドラ」篇（2013年）
- 映画『恋とボルバキア』（2017年）

## ミュージックビデオ
| 監督           | 曲名                                                                           |
| Samo Smon      | 「あたためてやるよ」                                                           |
| 添野知秋       | 「空に舞う」                                                                   |
| Dicky Chalmers | 「群青」                                                                       |
| 牧鉄馬         | 「Birthday」「trip-うちへかえろ-」「開け放つ窓 〜piano version」「青春と路地」 |
| 森ゆうき       | 「highway, highway」                                                           |

## 主なライブ

### ワンマンライブ・主催イベント
- 2011年 - 阿部芙蓉美ワンマンライブ2011
- 2012年 - 「沈黙の恋人」リリース記念ワンマンライブ
- 2013年 - 阿部芙蓉美ワンマンライブ LIQUIDROOMの真ん中で
- 2013年 - 阿部芙蓉美×PERIDOTS東阪ツアー「QUIET ROOM 2013 -8月のうた-」
- 2014年 - 阿部芙蓉美ワンマンショー CAY 2days
- 2014年 - 阿部芙蓉美ワンマンライブ＠キリスト品川教会グローリア・チャペル
- 2018年 - 阿部芙蓉美ライブ 「春、ひとり」沖縄編
- 2024年 - ワンマンライブ「『Super Legend』販売促進会」（5月3日：渋谷・duo MUSIC EXCHANGE、6月29日：京都・紫明会館）

### 出演イベント
- 2009年10月7日 - 秋ノ夜ハ
- 2010年8月1日 - FUJI ROCK FESTIVAL '10
- 2011年8月12日 - RISING SUN ROCK FESTIVAL 2011 in EZO
- 2011年8月27日 - ARABAKI ROCK FEST.11(「阿部芙蓉美×柿本ケンサク」として出演)
- 2012年4月29日 - ARABAKI ROCK FEST.12
- 2012年7月6日 - THE FUTURE OF LIVE -extra-
- 2012年7月27日 - FUJI ROCK FESTIVAL '12
- 2012年8月24日 - Slow Music Slow LIVE '12 in 池上本門寺(「阿部芙蓉美×永野亮（APOGEE）」として出演)
- 2013年4月15日 - QUATTRO MIRAGE VOL.6
- 2013年8月6日・9日 - QUIET ROOM 2013 -8月のうた-
- 2013年8月10日 - SUMMER SONIC 2013
- 2014年4月26日 - ARABAKI ROCK FEST.14(「阿部芙蓉美と前野健太」として出演)
- 2014年7月25日 - FUJI ROCK FESTIVAL '14
- 2014年8月16日 - RISING SUN ROCK FESTIVAL 2014 in EZO(「IN THE MIDNIGHT HOURS （阿部芙蓉美、佐藤タイジ、曽我部恵一、山内総一郎（フジファブリック））」として出演)
- 2014年10月11日 - MINAMI WHEEL 2014
- 2014年10月12日 - uP!!! Presents とぶ音楽祭2014
- 2015年4月26日 - ARABAKI ROCK FEST.15（「阿部芙蓉美×大友良英 with 迫田悠」として出演）
- 2017年5月21日 - ライブ・アースまつやま2017